# Peral (1888)
Pour les articles homonymes, voir Peral et Isaac Peral (sous-marin).

Caractéristiques du Peral.

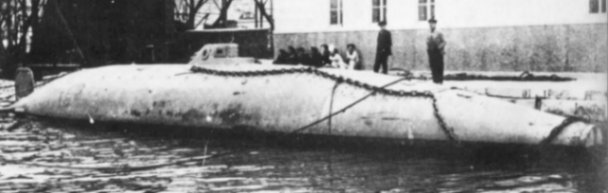
Le sous-marin Peral, photographié en 1888.

Le Peral est un sous-marin espagnol à propulsion électrique, lancé en 1888. Il était destiné à l'armée espagnole. C'est le premier sous-marin opérationnel, après les prototypes à propulsion manuelle de la guerre de Sécession.

## Histoire et caractéristiques
Le sous-marin a été conçu par l'officier et ingénieur espagnol Isaac Peral, avec le soutien du ministre de la marine, Manuel de la Pezuela y Lobo-Cabrilla. Il a été construit à l'arsenal de La Carraca, à San Fernando, à partir du 1er janvier 1888. Il a été mis à l'eau dans la baie de Cadix le 8 septembre 1888, quelques semaines avant son équivalent français, le Gymnote.

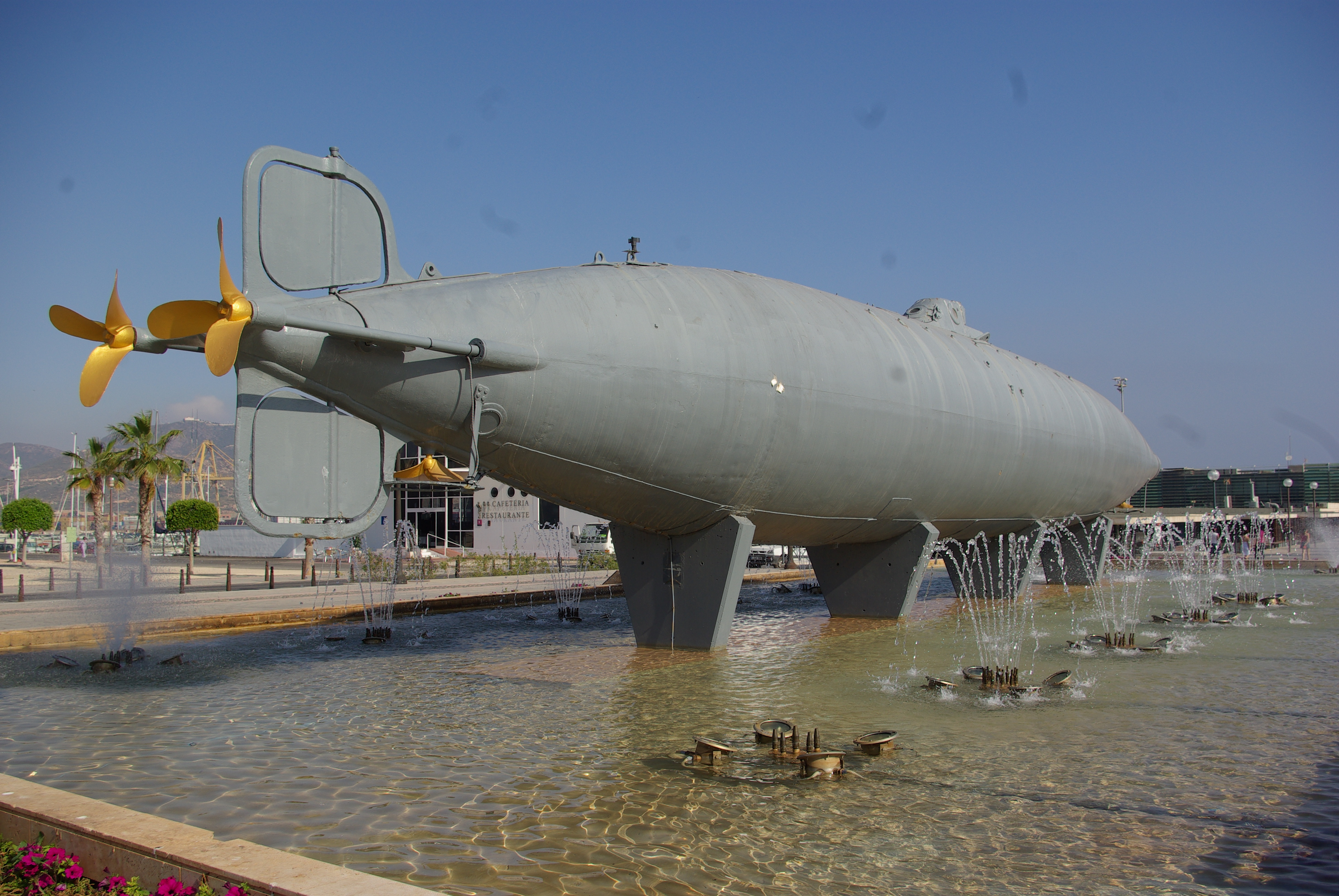
Le sous-marin Peral, exposé à Carthagène.

En forme de cigare, le Peral mesure 22 mètres de long sur 2,80 mètres de large. Deux moteurs électriques assuraient sa propulsion, avec deux hélices à l'arrière. Sa vitesse maximale était de 7,8 nœuds en surface, 3 nœuds en plongée. Servi par un équipage de dix hommes, le sous-marin était équipé d'un tube lance-torpilles.
Le 7 juin 1890, le Peral a plongé pendant une heure et cinq minutes, à dix mètres de profondeur, parcourant 5,5 kilomètres. Malgré des essais plutôt concluants, le projet a été abandonné après un rapport négatif du ministère de la marine.

## Conservation

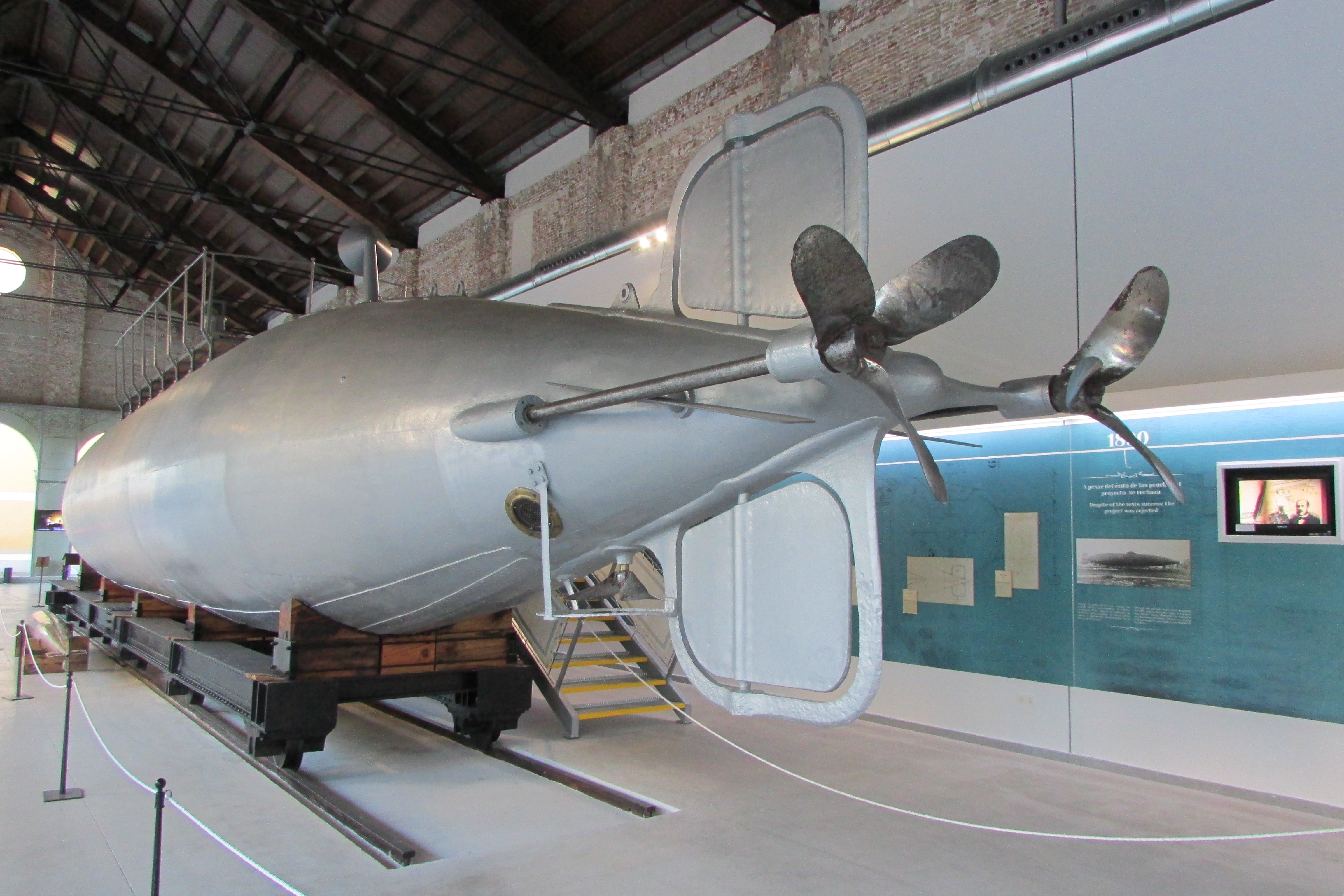
Le Peral, conservé au musée naval de Carthagène.

Le Peral a été abandonné à Cadix, avant d'être transporté à Carthagène, ville natale d'Isaac Peral, où il est resté longtemps à l'air libre, exposé sur le quai Alphonse XII. Après quelques années abrité dans une salle du musée naval de Carthagène,il est actuellement visible sur le rond point de la rue Alfonso XIII et la rue du Capitaine Ripoll.